# Orthopsyche edhamasa
Orthopsyche edhamasa là một loài Trichoptera trong họ Hydropsychidae. Chúng phân bố ở miền Australasia.